# Туризм в Уганде

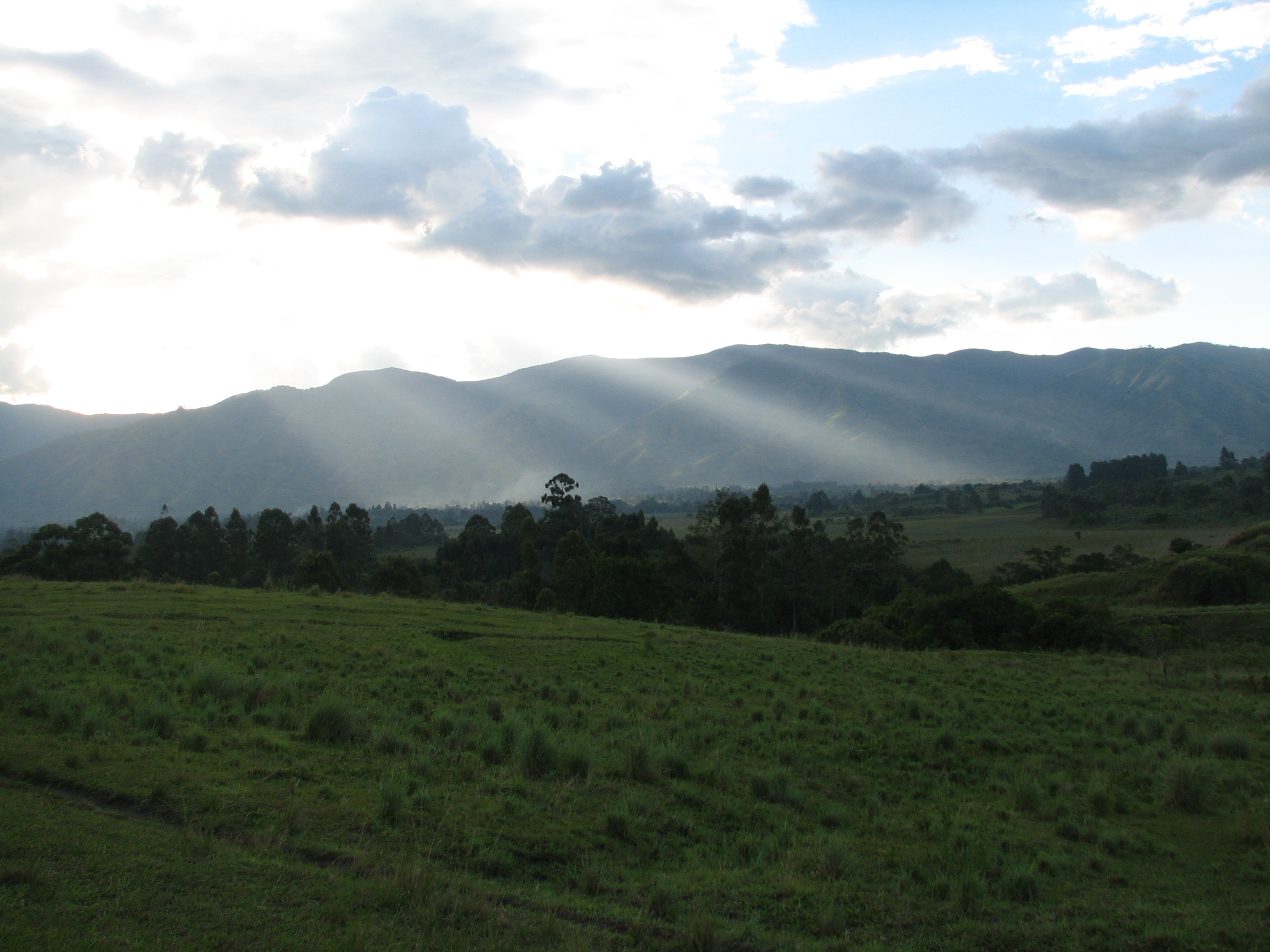
Горный массив Рувензори на юго-западе Уганды

Туризм в Уганде — один из секторов экономики этой страны.

## Общие сведения
Дикая природа является главной туристической достопримечательностью страны. Туристическая инфраструктура развита только в Кампале и других крупных городах. Туристам при себе необходимо иметь заграничный паспорт, визу и сделать прививки против жёлтой лихорадки и холеры.
В 2000 году Уганду посетило 191 276 туристов. Поступления в бюджет страны от туризма, за 2000 год, составили 149 млн долларов США. В 1996 году в стране было 3 887 номеров с 6 608 кроватями, 63 % номеров были заняты.
По оценкам правительства США на 2002 год, ежедневная стоимость пребывания в Кампале составляет около 237 $. Расчетные ежедневные расходы в городе Энтеббе составляют около 164 $. В других городах Уганды расходы значительно ниже.

## Достопримечательности
Кампала – современный, шумный столичный город, сумевший каким-то образом после многих лет диктатуры и гражданских войн быстро восстановить свою репутацию процветающего города, столицы одной из наиболее быстро развивающихся стран в Африке. Кампала даже имеет казино, ночные клубы и причудливые рестораны, что не часто встретишь в экваториальной Африке. И все это абсолютно безопасно! Город, как считают, был построен на семи холмах, но городской центр находится только на одном из них – Накасеро, здесь же расположены большинство отелей, казино, ресторанов, торговых центров, офисов крупных компаний и самые красивые здания – в том числе Парламент. В столице, основанной на берегу озера Виктория еще в XIX веке, в архитектуре прослеживаются элементы самых разных культур – европейские здания в стиле модерн, башни индийских храмов, минареты мечетей, купола христианских соборов. Главная достопримечательность столицы – Музей Кампалы с обширной коллекцией экспонатов из области археологии, этнографии, музыки и науки, а наиболее интересной особенностью музея является его собрание традиционных музыкальных инструментов, на которых позволяют играть любому посетителю. Интересен собор Рубага, а на холме Касауби расположены гробницы "кабака" – королей Буганды, построенные в 1881 году – огромные традиционные здания из тростника, ткани и коры, священное для угандийцев место. Город Джинджа (в 60 км. на северо-восток от Кампалы) находится при слиянии Нила и озера Виктория. Город привлекает своими старыми зданиями азиатского стиля, достаточно неожиданного в этих местах, что отражает дни, когда город имел большое азиатское сообщество и был одним из центров индуизма в Африке. Это одно из тех мест, над которыми Махатма Ганди завещал развеять свой пепел. Недалеко от города находится древняя столица королевства Бусога – Бугембе. Рафтинг по "белой воде" Нила и прогулки на каноэ по многочисленным протокам между островами озера Виктория оставляют незабываемые впечатления у туристов, тем более, что местный климат – один из самых "здоровых" в стране. В Энтеббе расположены достаточно обширные геологический и зоологический музеи, ботанический сад, а аэроорт города знаменит тем, что именно здесь в 1976 году в результате дерзкой операции израильские коммандос освободили более 100 заложников из самолета, захваченного пропалестинскими террористами. Острова Сесе – группа из 84 живописных островов, находящаяся у северо-западных берегов озера Виктория. Острова избежали разрушительного воздействия гражданских войн Уганды и остаются в значительной степени неиспорченными демографическим и промышленным влиянием человека. Их жители, известные как "басесе", формируют отдельную племенную группу с собственным языком, культурой и фольклором. Вся их жизнь протекает в ловле рыбы и выращивании кофе, здесь выращивают лучший в стране сладкий картофель, кассаву и бананы. Главные острова группы – Буггала, Буфумира, Букаса, Бубеке и Хоме – холмисты и покрыты зарослями густого леса с большим разнообразием пород деревьев. Животные, шанс натолкнуться на которых весьма велик, включают разнообразных обезьян, бегемотов, крокодилов и много различных видов птиц, особенно водоплавающих. Острова также являются прекрасным местом для ловли рыбы и плавания (вода вокруг островов чиста, прохладна и вполне подходит для плавания и водных видов спорта), а мягкий климат позволяет просто лежать на солнце или совершать пешие прогулки. Озеро Альберт (Элберт или Мобуту-Сесе-Секо) – часть системы Восточно-Африканской зоны разломов, которая простирается от Ближнего Востока до Мозамбика, с 1894 года по озеру проходит часть границы между Угандой и Конго. Наилучшее время для посещения озера – позднее утро, когда рыбацкие уловы раскладываются на берегу между лодок и начинается оживленный торг. Одно из лучших мест, чтобы наблюдать это прекрасное озеро – Бутиаба (250 км. на северо-запад от Кампалы), на дороге, которая соединяет Кампалу с областью озер. Вид отсюда на берега Альберта совершенно захватывающий, видна большая часть акватории озера, а Синие горы на территории Конго, видимые на большом расстоянии, создают прекрасное оформление ландшафта.
Большинство туристов, посетивших Уганду в 2013 году, были из следующих стран:
| Номер | Государство    | Число посетителей |
| ----- | -------------- | ----------------- |
| 1     | Кения          | 380,614           |
| 2     | Руанда         | 280,431           |
| 3     | Танзания       | 74,485            |
| 4     | США            | 56,766            |
| 5     | ДРК            | 49,925            |
| 6     | Великобритания | 43,009            |
| 7     | Южный Судан    | 38,538            |
| 8     | Бурунди        | 34,115            |
| 9     | Индия          | 28,647            |
| 10    | ЮАР            | 21,184            |